# Juan de Ugarte
Juan de Ugarte ( 22 de julio de 1662, Tegucigalpa, Honduras, -  29 de diciembre de 1730, Misión de San Francisco Javier, Baja California Sur, México) fue explorador, cartógrafo y misionero jesuita, sucesor de Salvatierra como superior de los Jesuitas en Baja California. También conocido como "El "Atlante de las Californias". Su hermano Pedro de Ugarte fue también un connotado misionero jesuita en las Californias.

## Biografía
Hijo de Juan de Ugarte y María Vargas, y uno de los 14 hijos del matrimonio.
Ingresó a la orden de la Compañía de Jesús en Tepotzotlán México en el año 1679. Fue maestro de filosofía en el Colegio Máximo de San Pedro y San Pablo, allí conoció a los padres misioneros Eusebio Francisco Kino y Juan María de Salvatierra, en 1669 y los acompañó en la labor misionera que juntos realizaron en la península de Baja California, iniciando a recolectar fondos y abastecimientos para tal fin, estableciendo el "Fondo Piadoso de las Californias". En 1686 fue asignado al Colegio de Zacatecas de ésa ciudad. Regresó a Ciudad de México en 1688 como docente en el Colegio Máximo y luego en San Ildefonso Puebla. Fue ordenado sacerdote a los 31 años en 1693, siendo designado al Colegio de Tepotzotlán y después al Colegio de Máximo y en 1696 se le confirió el cargo de rector del Colegio de San Gregorio. 

## En las Californias
Estuvo en las Californias 30 años. Arribó en 1700, e inició como operario en construcción de iglesia de San Francisco Javier, y labrado de la tierra de al menos 10 especies de vegetales así como hilados y tejidos de lana, oficios que enseñó a los naturales de la región. Introdujo aves de corral ganado ovino y caprino, un telar y un maestro de tejido (Antonio Norán). Aprendió el idioma indígena e instaló un hospital y escuela para niño y niñas, enseñando el idioma y la religión además de los oficios, forjando para ello a niños como maestros. Arribó a la Misión de Loreto en marzo de 1701. Ese mismo año quedó al frente de la recién creada Misión de San Francisco Javier pues su fundador Francisco María Píccolo tuvo que viajar a la Ciudad de México para tratar de obtener ayuda para sostener las nacientes misiones.
En 1703 exploró la costa occidental o del pacífico de la península de Baja California. Ugarte se fue quedando solo en los trabajos misionales, por lo que se esforzó para que las misiones no se abandonasen, por lo que hizo voto a la Virgen de Loreto e no dejarlas, sólo por obediencia. Su ejemplo animó a otros misioneros. En 1704 exploró a caballo posibles sitios de expansión misional, pero no encontró algo considerado como adecuado. Por su actitud Salvatierra lo llamó "El atlante de las Californias". Más tarde el padre Francisco Javier Alegre amplió el apodo y lo llamó "Apóstol Padre y Atlante de la California'''".
En 1708 era residente de San Juan Bautista Londó y en compañía del Padre Salvatierra fundaron la Misión de San José de Comondú. En 1714 fundaron la de San Miguel de Comondú.
En 1717 el virrey Baltasar de Zúñiga y Guzmán requirió la presencia del padre misionero y superior de las misiones californianas Juan María de Salvatierra para informarse del estado que guardaban las misiones y las Californias en lo general. Enfermo y cansado emprendió el viaje el Padre Salvatierra y jamás regresó, pues murió en la ciudad de Guadalajara, Jalisco, México el 17 de julio de 1717. Al morir el Padre Salvatierra como superior de la orden jesuita en California el padre Juan de Ugarte quedó como su sucesor. Ese mismo año sufrieron el azote de un huracán por el cual estuvieron a punto de morir. En 1719 fue visitador. En 1720 participó en la fundación de las misiones de Nuestra Señora del Pilar de la Paz y la de Nuestra Señora de Guadalupe Huasinapí. En 1729 fue rector de a misión de Loreto.

## Explorando el Mar de Cortés
El Padre Ugarte siempre sintió deseos de explorar las costas del Mar de Cortés, deseaba saber si la California era una ínsula (isla) o era península, además deseaba establecer una ruta terrestre que a partir de la desembocadura del Río Colorado en el Golfo de California o Mar de Cortés uniera las misiones de California con las de Sonora. 
Con tal fin partió una expedición en mayo de 1721 desde Loreto, Baja California Sur por él encabezada a bordo de los navíos "El Triunfo de la Cruz" mismo que fue construido en su totalidad en 1719, por ellos mismos bajo su dirección en la península, y el esquife "Santa Bárbara". A bordo del "Triunfo de la Cruz" iba el Padre Ugarte en compañía de seis europeos (incluyendo al marinero Guillermo Estrafor) y trece nativos californios, en el esquife o panga viajaban dos nativos filipinos y seis indios de Sonora. Sin problemas arribaron a costas sonorenses, donde cargó provisiones y se dio tiempo de acompañar a los indios Seris que le acompañaban a visitar a familiares y amigos que habitaban en una isla cercana (probablemente Isla de Tiburón). De regreso tocó un pequeño un puerto al que nombró de San Felipe de Jesús, hoy en día San Felipe, Baja California. De regreso visitaron la delta del Río Colorado  y constataron que lo que separa la península del macizo continental es solo el río. Por tal acontecimiento, rindió un informe al virrey Baltasar de Zúñiga y Guzmán, confirmando lo que Kino algunos años antes, había visto y afirmado desde las costas sonorenses. 
El navío "El Triunfo de la Cruz" sirvió para realizar 120 viajes durante 50 años en las costas de la Península de Baja California.

## Muerte
El Padre Ugarte siguió trabajando hasta su muerte a los 68 años de edad. Fue sepultado en la primera misión que le fue conferida, la Misión de San Francisco Javier de Viggé Biaundó.